# Santanaraptor

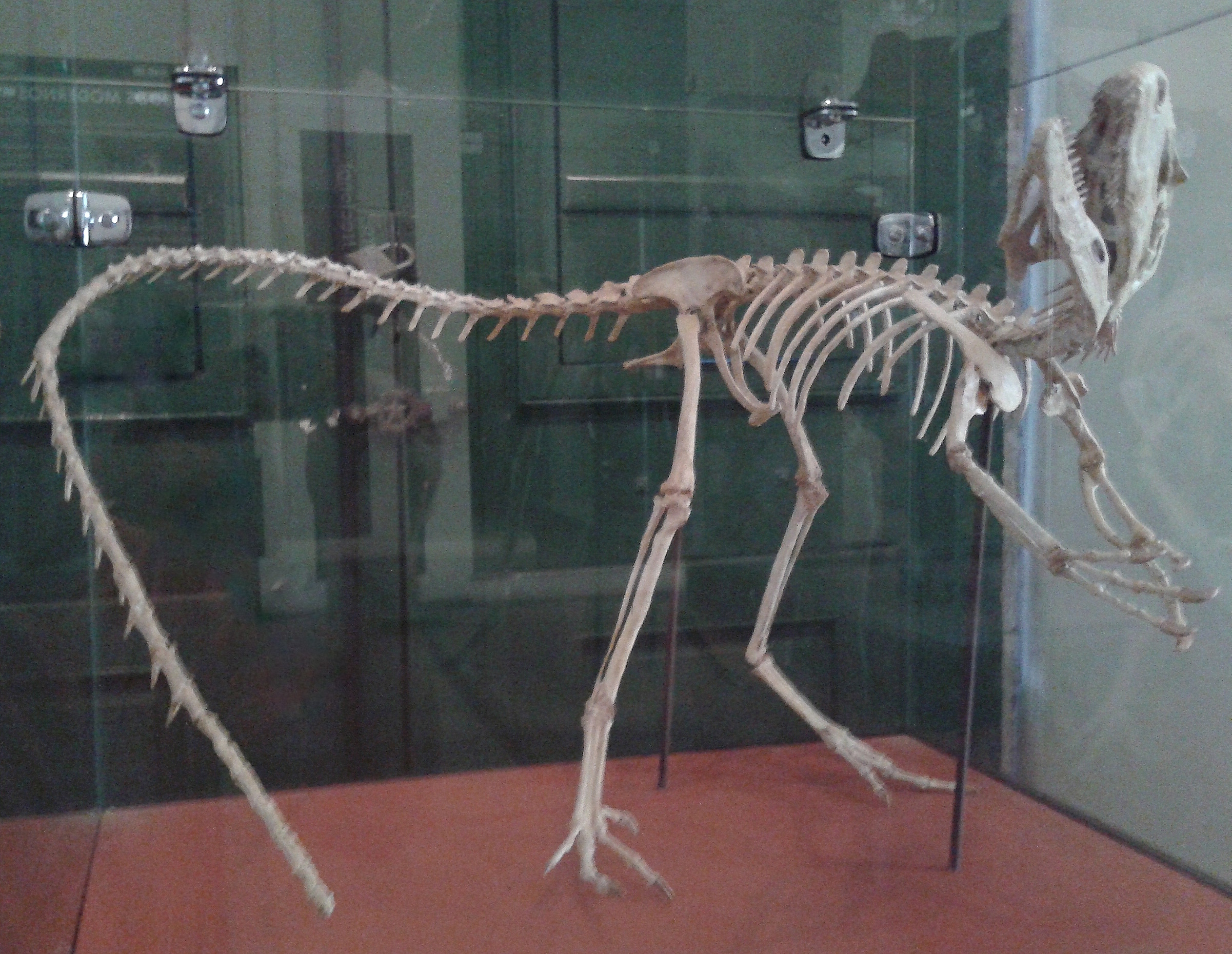
Een skeletmodel van Santanaraptor waarvan het grootste deel op giswerk berust

Santanaraptor placidus is een vleesetende theropode dinosauriër, behorend tot de Coelurosauria, die tijdens het vroege Krijt leefde in het gebied van het huidige Brazilië.

## Vondst en naamgeving
In 1995 kreeg de Liechtensteins/Braziliaanse paleontoloog Alexander Wilhelm Armin Kellner via de illegale fossielenhandel een knol kalkgesteente in handen met daarin het gedeeltelijke skelet van een kleine theropode. Het exemplaar was opvallend omdat ook weke delen bewaard waren gebleven. In 1996 meldde Kellner de vondst in de wetenschappelijke literatuur. In 1998 beschreef Kellner samen met Diogenes de Almeida Campos het meest interessante aspect, de weke delen, in detail. Het was hem op dat moment al duidelijk dat het om een geheel nieuwe dinosauriër ging.
In 1999 benoemde en beschreef Kellner de typesoort Santanaraptor placidus. De geslachtsnaam combineert een verwijzing naar de mogelijke vindplaats bij Santana do Cariri met het Latijn raptor, "rover". De soortaanduiding betekent "de kalme" in het Latijn en eerde Placido Cidade Nuvens, de stichter van het Museu de Santana do Cariri.
Het holotype, MN 4802-V (eerder MCT 1502-R), is vermoedelijk gevonden in een laag van de Romualdoafzetting van de Santanaformatie die dateert van het Aptien-Albien, ongeveer 110 miljoen jaar oud. Het bestaat uit een gedeeltelijk skelet zonder schedel van een jong dier. Bewaard zijn gebleven: drie achterste of middelste staartwervels, chevrons van de achterste staart, beide zitbeenderen, beide dijbeenderen, de bovenkanten van beide scheenbeenderen en kuitbeenderen; en een vrijwel complete rechtervoet. Daarnaast zijn er natuurlijke afgietsels van de huid, spierweefsel en bloedvaten.

## Beschrijving

### Grootte en onderscheidende kenmerken
Het holotype heeft een geschatte totale lichaamslengte van 125 centimeter. Het gaat echter om een jong dier waarvan de volwassen lengte onzeker is. Een schatting daarvan zal afhangen van de diergroep waarbij men Santanaraptor indeelt. Het dijbeen heeft een lengte van 167 millimeter.
Kellner stelde in 1999 enkele onderscheidende kenmerken vast. De bovenkant van de trochanter minor van het dijbeen is aan de binnenzijde doorboord door een foramen. Op de achterste dijbeenkop bevindt zich een diepe trog. De buitenste onderste gewrichtsknobbel van het dijbeen heeft een driehoekig ondervlak en wordt van de binnenste knobbel gescheiden door een diepe inkeping.

### Skelet
De staartwervels kunnen zich niet heel achteraan in de reeks hebben bevonden want ze hebben nog doornuitsteeksels, die laag zijn en schuin naar achteren gericht. De chevrons horen bij de gevonden wervels en zijn half zo hoog als hun wervellichamen; ze nemen in zijaanzicht naar onderen geleidelijk in breedte toe.
In het bekken hebben de zitbeenderen, tweeënnegentig millimeter lang, de typische vorm voor een kleine basale coelurosauriër: ze zijn lichtgebouwd met een korte puntige schacht. Het uitsteeksel aan de voorrand, de processus obturatorius is vrij lang en relatief ver naar onderen geplaatst. Het is ook driehoekig, een afgeleid kenmerk. De inkeping bij het raakvlak met het schaambeen is bovenaan erg toegeknepen. De schacht is erg recht zodat de achterrand licht hol loopt. De schacht heeft geen "voet" aan het staafvormige onderste uiteinde. De achterrand draagt geen uitsteeksels. Het hoofdlichaam heeft aan de buitenste bovenkant geen verruwing als spieraanhechting.
Het dijbeen is sterk uitgehold waarbij de botwanden maar een dikte hebben van tweeënhalve millimeter. De vleugelvormige trochanter minor is lager dan de trochanter major en ervan gescheiden door een kloof. Die vierde trochanter aan de binnenste achterkant heeft de vorm van een lage kam. Het onderbeen is langgerekt. Hetzelfde geldt voor de middenvoet waarvan de lengte 70% van die van het dijbeen bedraagt. Dat wijst erop dat althans het jong een snelle renner was. In de middenvoet is het tweede middenvoetsbeen ongeveer even lang als het vierde middenvoetsbeen. Het derde middenvoetsbeen is, een basaal kenmerk, bovenaan niet toegeknepen zodat een "arctometatarsale" toestand ontbreekt.

### Weke delen
De weke delen zijn niet slechts als huidafdrukken bewaard maar als natuurlijke opvullingen van de holte waaruit de oorspronkelijke weefsels verdwenen zijn. Deze natuurlijke afgietsels dragen dus een driedimensionaal karakter. Ze bevinden zich bij verschillende plekken van het skelet. Ook de hoornschachten van de voetklauwen zijn zo bewaard. Er kon vastgesteld worden dat de opperhuid een dikte had van 0,04 millimeter. Dat is zeer dun voor een reptiel. Schubben of veren die daar weer op lagen zijn niet bewaard, hoewel ze er er oorspronkelijk wel moeten zijn geweest. De opperhuid heeft diepe groeven die samen een kris-kras-patroon vormen van onregelmatige vierkanten. Er zijn zelfs gestreepte spiervezels bewaard in hun oorspronkelijke structuur, kennelijk molecuul voor molecuul vervangen door calciumfosfaat. Ze hebben een veelhoekige doorsnede van dertig tot vijftig micrometer. Overigens is ook het bot in extreem detail bewaard. Er zijn lacunae zichtbaar waarin zich osteocyten met een doorsnee van vijf micrometer bevinden en ook aderkanalen met een doorsnede van twintig tot vijfentwintig micrometer. Verder zijn op de positie van de haarvaten vertakkende adervormige structuren aanwezig die of opvullingen zijn van de aderkanalen of versteningen van het weefsel daarvan; op dat laatste wijst het feit dat een ruwe buitenlaag en een gladde binnenlaag aanwezig zijn en dat ze de kanalen niet geheel vullen zodat ze eruitzien als nauwere buisjes.

## Fylogenie
Kellner plaatste Santanaraptor in de Coelurosauria wegens de driehoekige processus obturatorius. Hij dacht dat het meer bepaald een lid van de Maniraptoriformes kon zijn gezien de U-vorm van de bovenste inkeping tussen het schaambeen en het zitbeen. Latere analyses wezen vaak op een positie basaal in de Tyrannosauroidea, voornamelijk op basis van de vorm van het onderste dijbeen. In dat geval is Santanaraptor de enige bekende tyrannosauroïde uit Gondwana. Daarom is ook wel verondersteld dat het een lid van de Noasauridae kon zijn, een groep kleine ceratosaurische theropoden die wel overigens uit Zuid-Amerika bekend is, maar Santanaraptor deelt daar geen synapomorfieën mee. De smalle middenvoet met nauw aaneengedrukte middenvoetsbeenderen wijst in ieder geval op een positie in de Tyrannoraptora waarbinnen een behoren tot de Maniraptora dan weer onwaarschijnlijker wordt door de vleugelvormige trochanter minor. De betrouwbaarheid van een fylogenetische bepaling wordt verminderd door het zich beperken van relevante gegeven tot het zitbeen en de achterpoot en het feit dat het holotype een onvolgroeid dier betreft.